# Astaena elongata
Astaena elongata är en skalbaggsart som beskrevs av Hermann Burmeister 1855. Astaena elongata ingår i släktet Astaena och familjen Melolonthidae. Inga underarter finns listade.